# جنبش زنان ترکیه
جنبش حقوق زنان در ترکیه ریشه در زمان امپراتوری عثمانی دارد و تا امروز به فعالیت خود ادامه داده‌است. مهم‌ترین دستاوردهای این جنبش در دوره عثمانی و جنگ جهانی اول عبارت بودند راهیابی زنان به دانشگاه‌ها در سال ۱۹۱۴، حق کار در کارخانه‌ها و استخدام عمومی در سال ۱۹۱۵، محدودیت چندزنی در قانون خانواده سال ۱۹۱۷ (که گام نخست در جهان اسلام بود) و تشکیل کمپین برای همراهی با جنبش‌های جهانی حق رای زنان. با تشکیل جمهوری ترکیه اصلاحات قانونی در حقوق مدنی سال ۱۹۲۶، و حق رای زنان و شایستگی انتخاب شدن برای زنان در سال ۱۹۳۴ به دست آمد. پس از آن تشکیلات زنان همچون دیگر حزب‌ها و تشکیلات ترکیه به دستور حاکمیت بسته شدند تا زمانی که موج جدید جنبش زنان ترکیه که با نام «جنبش نوین زنان» شناخته می‌شود شکل گرفت. فعالان این جنبش بر روی مسایلی مانند قانون‌های مربوط به زنان، خشونت خانگی، فقر، آموزش، کنترل جمعیت، اشتغال زنان و نمایندگی سیاسی زنان کار می‌کنند.

## دوران عثمانی تا جنگ جهانی اول
زنان فعال در دوره امپراتوری عثمانی، از دهه ۱۸۷۰ با اعتراض به مسایلی همچون چندزنی (چندهمسری) و نبود حق طلاق برای زنان، بر آن شدند تا وضعیت فرودست زنان را بهبود بخشند. اقدام‌های آنان شامل نوشتن کتاب‌ها و روزنامه‌ها، تشکیل انجمن‌های زنان، برپا کردن فعالیت‌های اعتراضی، و بحث و مجادله بود. بعد از جنگ بالکان و جنگ جهانی اول جنبش زنان این منطقه سیاسی‌تر شد و در طی سال‌های جنگ جهانی بخشی از حقوق زنان را احیا کرد. از جمله راهیابی زنان به دانشگاه‌ها در سال ۱۹۱۴، حق کار در کارخانه‌ها و استخدام عمومی در سال ۱۹۱۵، محدودیت چندزنی در قانون خانواده سال ۱۹۱۷ (این قانون به دلیل شرایط جنگ به مرحله عمل نرسید اما به عنوان گام نخست در جهان اسلام بسیار اهمیت دارد). آن‌ها همچنین در سال ۱۹۱۹ کمپینی برای حق رای زنان تشکیل دادند که همگام و در ارتباط با فعالیت جنبش‌های حق رای زنان در سراسر جهان بود.

## از تشکیل جمهوری ترکیه تا کودتای ۱۹۸۰
با تشکیل جمهوری ترکیه اصلاحات بیشتری در زندگی زنان پدید آمد. این امر نتیجه ۵۰ سال فعالیت جنبش زنان در دوران عثمانی و اقدامات کمال آتاتورک، بنیانگذار جمهوری ترکیه بود (معمولا تنها به اقدامات آتاتورک اشاره می‌شود و تلاش‌های ۵۰ ساله زنان در دوره عثمانی و دستاوردهای مهم آنان نادیده گرفته می‌شود). در این زمان «اتحادیه زنان ترکیه» (TWU)‏* که مانند پلی میان جنبش زنان عثمانی و زنان جمهوریخواه بود تشکیل شد. 
مهم‌ترین اصلاحات این دوره در حقوق مدنی سال ۱۹۲۶ که مثلاً چندزنی را یکبار برای همیشه لغو کرد، و حق رای زنان و شایستگی انتخاب شدن برای زنان در سال ۱۹۳۴ بود. در سال ۱۹۳۵، ۱۸ زن برای نمایندگی مجلس ملی ترکیه انتخاب شدند (۴٫۵درصد کرسی‌های مجلس).
با این حال، حکومت جمهوری ترکیه رژیمی متمرکز، استبدادی و تک‌حزبی بود و تشکیلات اجتماعی-مدنی را تحمل نمی‌کرد. به همین دلیل اتحادیه زنان ترکیه نیز مانند دیگر تشکیلات مستقل این کشور بسته شد. ادعای آنکارا برای بستن اتحادیه زنان این بود که «نظر به اینکه زنان وضعیت کاملاً برابر با مردان دارند، دیگر نیازی به سازمان‌هایی همچون اتحادیه زنان نیست.» به این ترتیب جنبش زنان در ترکیه برای سال‌ها خاموش شد.
تا سال ۱۹۷۵ سخنی از حقوق زنان نبود تا اینکه «سازمان زنان پیشرو» (PWO)‏* با اشاره به شرایط سخت زنان کارگر، ایدئولوژی رسمی حاکم بر ترکیه را که ادعا می‌کرد «برابری کامل» وجود دارد به چالش کشید. اما با وقوع کودتای نظامی ۱۹۸۰ ترکیه همه حزب‌های سیاسی به ویژه تشکیلات چپ گرا سرکوب شدند و اعضای «سازمان زنان پیشرو» نیز ترکیه را ترک کردند.

## جنبش نوین زنان
موج جدید جنبش زنان ترکیه با نام «جنبش نوین زنان» شناخته می‌شود. فعالان این جنبش بر روی مسایلی مانند قانون‌های مربوط به زنان، خشونت خانگی، فقر، آموزش، کنترل جمعیت، اشتغال زنان و نمایندگی سیاسی زنان کار می‌کنند.بورچو کاراکاش روزنامه نگار ترکیه ای می نویسد ، ترکیه، جایی است که حقوق زنان مدام مورد حمله قرار می گیرد و روزی نمی گذرد که زنی کشته نشود،  اما با وجود این واقعیت، ما باید امیدوار باشیم، زیرا جنبش زنان در ترکیه در حال روشن کردن ظلم به زنان در این کشور است که ما آن را خانه می‌نامیم.جنبش زنان در ترکیه نه تنها به زنان بیشتر فرصت داد تا از طریق سازمان های مردمی در سیاست شرکت کنند، بلکه به ایجاد محیط سیاسی کمک کرد تا برای استقرار یک دموکراسی سیاسی کمک کند. این جنبش همچنین فضای سیاسی اختصاص یافته به جامعه مدنی را گسترش داد.آن ها فعالانه علیه خشونت خانگی، عدم مشارکت زنان در نیروی کار و نمایندگی سیاسی و همه اشکال تبعیض جنسیتی مبارزه می‌کنند.

## فعالان
- دویگو آسنا